# Orina
L'orina és un líquid aquós transparent i groguenc, d'olor característica, excretat pels ronyons i expulsat a l'exterior pels altres òrgans de l'aparell urinari. Després de ser produïda pels ronyons, recorre els urèters fins a la bufeta, on s'emmagatzema, i després és expulsada a fora del cos a través de la uretra, en un acte anomenat micció. En els laboratoris clínics s'abreuja com a uri (del llatí urinam).

## Funcions
Les funcions de l'eliminació de l'orina influïxen en l'homeòstasi. Són aquestes: 
1. Eliminació de substàncies tòxiques produïdes pel metabolisme cel·lular, com la urea.
2. Eliminació de substàncies tòxiques que han arribat al sistema circulatori a través de la ingesta o altres vies, com drogues, medecines, tòxics, etc.
3. Control electrolític que regula l'eliminació del sodi i del potassi, principalment.
4. Regulació hídrica o de la volèmia, per al control de la tensió arterial.
5. Control de l'homeòstasi acidobàsica.

## Composició de l'orina humana
L'ésser humà elimina aproximadament un litre i mig d'orina al dia. 95% és aigua, 3% és urea i àcid úric i 2% són sals minerals. La urea és el principal producte de degradació del metabolisme de les proteïnes. Les sals minerals contenen ions com el sodi, el clorur, l'amoni i e l'hidrogencarbonat. Un litre d'orina conté normalment, 10 mg de clorur de sodi, 25 grams d'urea i 0,5 g d'àcid úric. També conté creatinina, provinent de l'activitat muscular. L'anàlisi de l'orina (o l'urinocultiu) pot ajudar en la diagnosi de diverses malalties.

## Color de l'orina
L'orina varia en aparença, depenent principalment del nivell d'hidratació del cos, així com altres factors. L'orina normal és una solució transparent que va des de gairebé incolora a ambre, però generalment té un color groc pàl·lid.

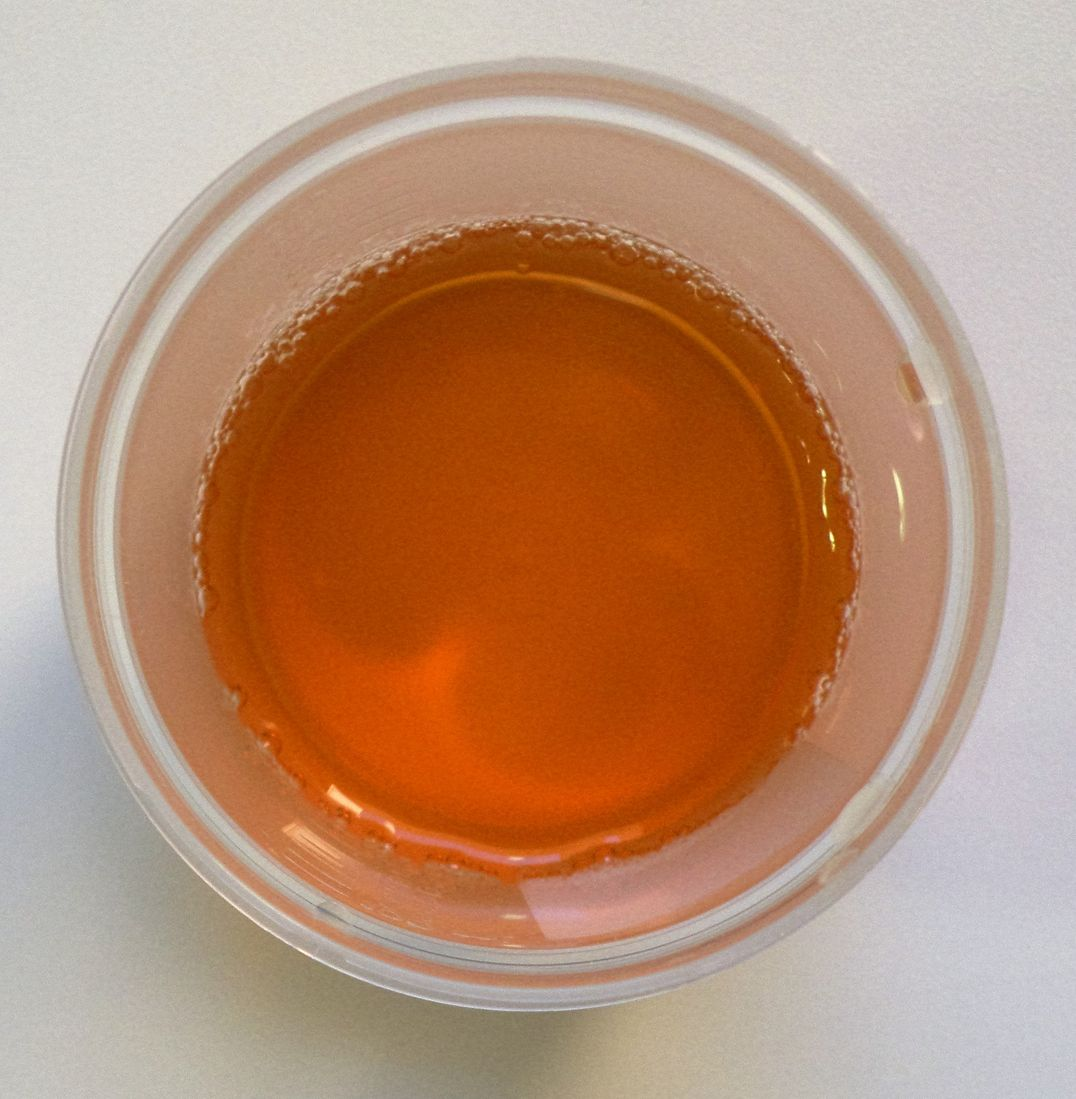
Orina fosca deguda a la baixa ingesta de líquids
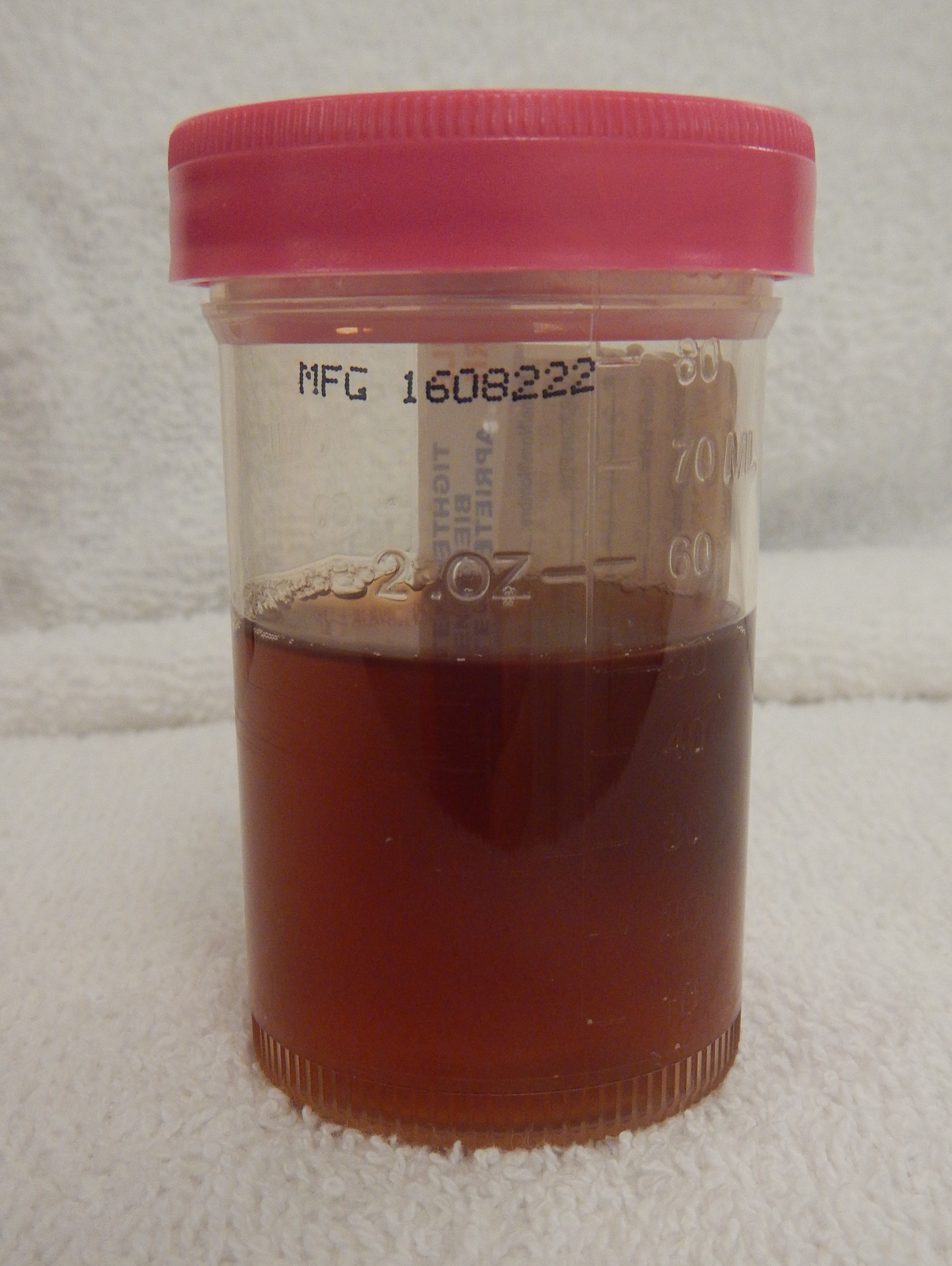
Orina vermell-fosca per sang, en l'hematúria.
Orina amb aspecte de cola per colúria.
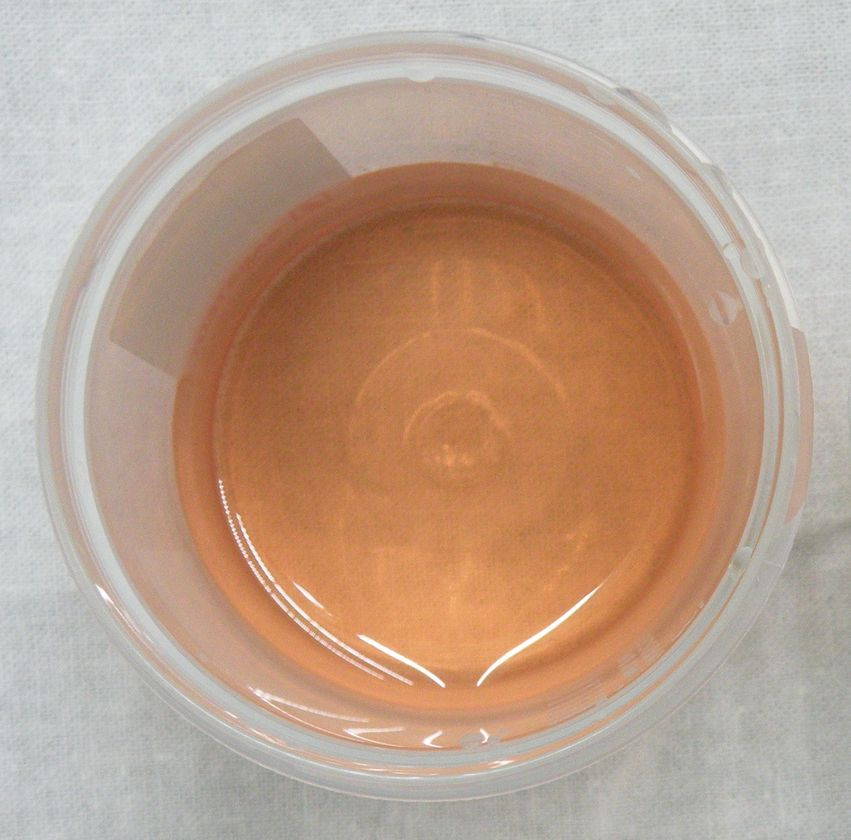
Orina tenyida per la ingesta de remolatxa.
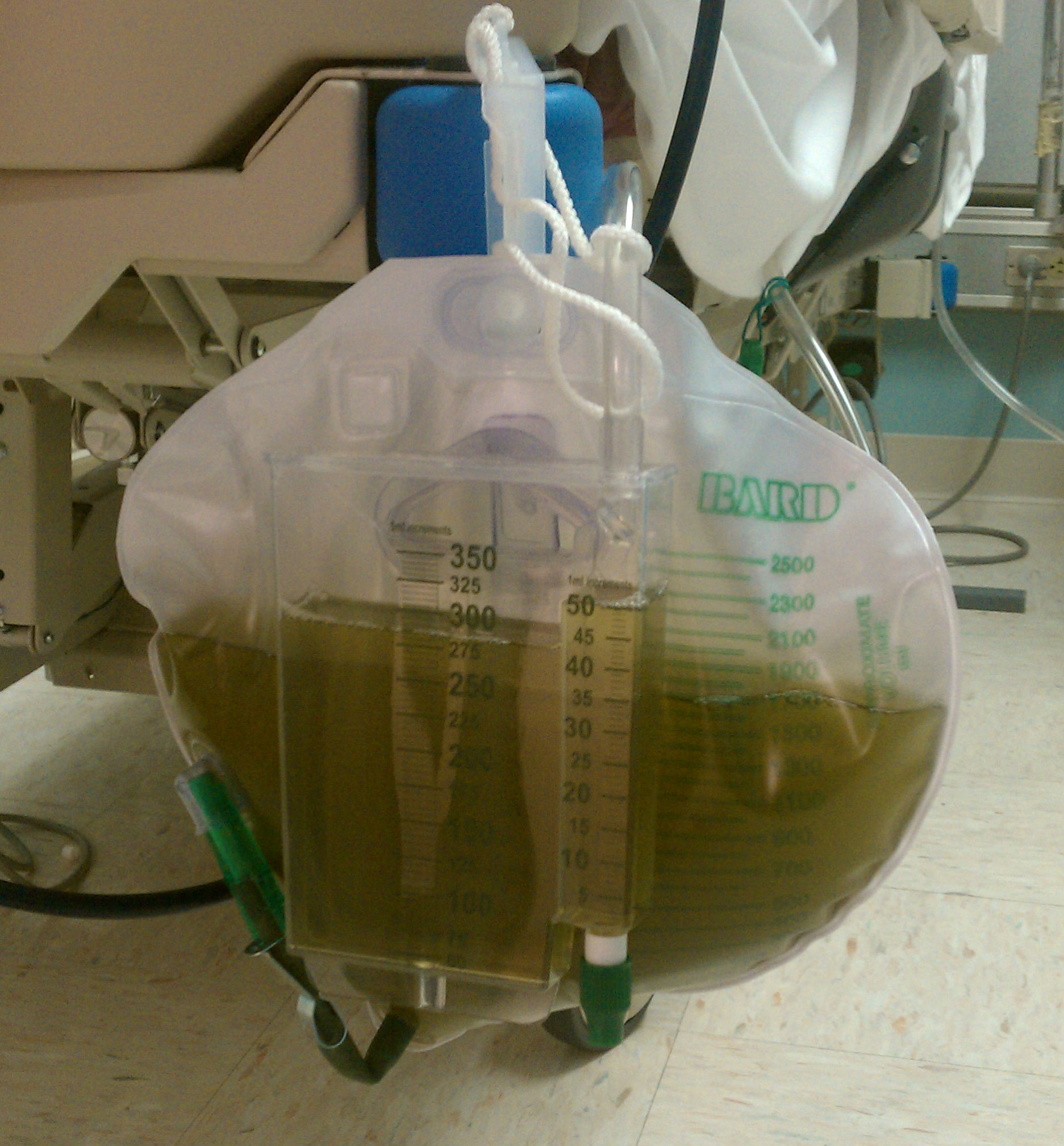
Orina verdosa durant una infusió prolongada de propofol.

## Continguts anormals de l'orina
- Glucosúria: presència de glucosa, que ocorre sobretot en la diabetis mellitus.
- Hematúria: presència de sang, que pot ser símptoma d'infecció urinària, litiasi urinària, glomerulonefritis, neoplàsies (càncer de bufeta, urèter, ronyó, pròstata, etc.)
- Bacteriúria: presència de bacteris, ja que normalment és estèril.
- Piúria: presència de pus.
- Proteïnúria: presència de proteïnes, que poden indicar glomerulonefritis, infecció urinària, intoxicacions, diabetis, etc.

## Producció de l'orina
Els ronyons s'encarreguen de l'elaboració i l'excreció de l'orina. La sang arterial que ingressa en els ronyons per l'artèria renal, acaba fent cap les unitats elementals de la maquinària renal que són els glomèrul renal. Cada dia, els ronyons filtren 180 litres de sang i produïxen una mitjana d'1,5 litres d'orina. En cada glomèrul renal la sang es filtra per un fenomen d'osmosi: el glomèrul descarrega aigua i substàncies minerals o biològiques. Aquesta orina primària circula per un sistema de túbuls que componen el nefró, com el túbul contornejat proximal, la nansa de Henle i el túbul contornejat distal, on l'orina d'una banda s'enriqueix successivament de diverses substàncies com urea, catió amoni, urocrom, anió hidrogencarbonat, i d'altra banda es desfà de certs compostos recuperats per l'organisme, com l'aigua, la glucosa i determinades sals minerals, substàncies que són reabsorbides. Els fenòmens d'excreció i d'absorció són regulats per diverses hormones, com l'hormona antidiürètica. L'orina que circula per tots els túbuls contornejats distals es reunix en els túbuls de Bellini i després aquests s'uneixen als calzes renals i en els urèters, que conduïxen l'orina a la bufeta urinària. Quan el contingut vesical arriba a un determinat nivell, el desig d'orinar es transmet al cervell per poder buidar la bufeta amb la micció.

## Ús com a fertilitzant
L'orina conté molts nutrients útils per a les plantes. Conté grans quantitats de nitrogen en forma d'urea i una petita quantitat en forma d'àcid úric. També conté potassi i fòsfor, a més d'altres nutrients necessaris en menor quantitat, com el magnesi i el calci, que tots són d'assimilació ràpida, no com els d'altres adobs orgànics. L'orina per sí sola no és una solució nutrient completa, per exemple per a usar en hidroponia. És una mica freturosa de fòsfor i se l'hauria de complementar, per exemple, amb guano. La composició de l'orina varia segons l'alimentació. La produïda per animals herbívors sol ser més alcalina i conté més potassi i menys nitrogen i és la més adequada com a adob. La dels humans conté més sodi, un element que les plantes no necessiten gaire, i que pot perjudicar-les. El nitrogen s'hi troba principalment en forma d'urea, que es converteix bastant ràpidament en amoníac. Si la concentració és excessiva pot perjudicar les plantes. Els microorganismes del sòl la convertixen en part en nitrats i nitrits. A pesar del fàstic que produïx, l'orina és un líquid estèril, com el semen o la sang, i té menys bacteris que la saliva o la femta, que en conté moltíssims. Solament en casos que l'animal o l'humà estigui malalt pot ser font de malalties. Es pot emmagatzemar durant un temps perquè l'increment del pH en formar-se amoni mata els possibles patògens. Encara que, al cap de poc de ser expulsada, l'orina fa una olor molt forta d'amoníac, si se la utilitza com a fertilitzant en dosis adequades no ha de fer pudor. Les plantes i els microorganismes l'absorbixen.